# ماثيو غيتس
ماثيو غيتس (بالإنجليزية: Mathew Gates)‏ هو راقص على الجليد أمريكي، ولد في 29 يونيو 1975 في هيتشن في المملكة المتحدة.

## وصلات خارجية
- ماثيو غيتس على موقع الاتحاد الدولي للتزلج (الإنجليزية)